# Лаки Даймонд Рич
Ла́ки Да́ймонд Рич (англ. Lucky Diamond Rich, настоящее имя Грегори Пол Макларен (англ. Gregory Paul McLaren); род. 1971, Новая Зеландия) — новозеландский уличный артист, занесённый в 2006 году в Книгу рекордов Гиннесса как самый татуированный человек в мире. Его тело практически на 100 %, включая пенис, уши и рот, покрыто татуировками. По роду занятий он является перформанс-исполнителем и уличным артистом, выступающим иногда и на международных фестивалях. Выступления Рича включают в себя глотание шпаг, жонглирование различными предметами и езду на четырёхметровом моноцикле.
Идея покрыть всё своё тело татуировками пришла к нему ещё в детстве, но он долго откладывал её, пока не сделал свою первую татуировку — изображение небольшой булавы для жонглирования на бедре. С этих пор он постепенно делал всё новые татуировки, пока они не покрыли всё его тело, включая веки. После этого он начал покрывать свою кожу светлыми татуировками поверх тёмных, а также добавлять цвета.